# Nobuatsu Aoki
Nobuatsu Aoki (青木宣篤?, Aoki Nobuatsu; Shibukawa, 31 agosto 1971) è un pilota motociclistico giapponese, ritiratosi dall'attività agonistica.
È il maggiore di tre fratelli motociclisti che hanno preso parte a competizioni a livello mondiale; gli altri sono Takuma e Haruchika.

## Carriera
La sua attività sportiva è iniziata con le minimoto nel 1981, per passare alle competizioni nazionali delle piccole cilindrate nel 1987.
Per quanto riguarda le sue attività nel motomondiale, le sue prime presenze sono avvenute in qualità di wild card nelle edizioni del Gran Premio motociclistico del Giappone del 1990, 1991 e 1992, tutte in sella ad una Honda in classe 250 e culminate con la conquista del primo podio.
Dalla stagione 1993 la sua presenza è invece più costante e a tutte le gare dell'anno; nel secondo gran premio dell'anno conquista il suo primo e unico successo, in occasione del Gran Premio motociclistico della Malesia; chiude la stagione all'11º posto. Nel 1994 termina 10º, nel 1995 6º, nel 1996 7º.
Nel 1997 lascia la classe 250 per passare alla classe 500 e, sempre utilizzando una motocicletta Honda, giunge terzo nella classifica generale dell'anno, raggiungendo il suo miglior risultato complessivo. Negli anni successivi cambia moto, utilizzando una Suzuki, dimostrandosi pilota costante ed affidabile, ma senza raggiungere risultati di particolare rilievo, chiudendo 9º nel 1998, 13º nel 1999, 10º nel 2000; nel 2001 decide pertanto di dedicarsi al lavoro di collaudatore per la fabbrica di pneumatici Bridgestone.
Torna in seguito alle competizioni della nuova MotoGP nella stagione 2002, correndo per il Team KR su una moto marchiata Proton, fino al termine del motomondiale 2004: nel 2002 chiude il campionato al 12º posto, mentre nel 2003 e nel 2004 al 21º posto.
Come all'inizio della sua carriera, le ultime presenze sono avvenute grazie a wild card o come pilota sostitutivo, in sella nuovamente ad una Suzuki; l'ultima è stata registrata in occasione del Gran Premio motociclistico della Malesia 2008 dove è giunto al 17º posto, senza conquistare punti iridati.
Oltre ai risultati nel motomondiale, nel suo palmarès vi è la vittoria alla 8 Ore di Suzuka del 2009, quale pilota del team Yoshimura Suzuki with Jomo.

## Risultati nel motomondiale

### Classe 250
| 1990 | Classe | Moto  |   |  |  |  |  |  |  |  |  |  |  |  |  |  |  | Punti | Pos. |
| ---- | ------ | ----- | - |  |  |  |  |  |  |  |  |  |  |  |  |  |  | ----- | ---- |
| 1990 | 250    | Honda | 8 |  |  |  |  |  |  |  |  |  |  |  |  |  |  | 8     | 29º  |

| 1991 | Classe | Moto  |   |  |  |  |  |  |  |  |  |  |  |  |  |  |  | Punti | Pos. |
| ---- | ------ | ----- | - |  |  |  |  |  |  |  |  |  |  |  |  |  |  | ----- | ---- |
| 1991 | 250    | Honda | 5 |  |  |  |  |  |  |  |  |  |  |  |  |  |  | 11    | 23º  |

| 1992 | Classe | Moto  |   |  |  |  |  |  |  |  |  |  |  |  |  |  |  | Punti | Pos. |
| ---- | ------ | ----- | - |  |  |  |  |  |  |  |  |  |  |  |  |  |  | ----- | ---- |
| 1992 | 250    | Honda | 3 |  |  |  |  |  |  |  |  |  |  |  |  |  |  | 12    | 14º  |

| 1993 | Classe | Moto  |   |   |   |     |     |    |    |   |   |     |    |   |   |     |  | Punti | Pos. |
| ---- | ------ | ----- | - | - | - | --- | --- | -- | -- | - | - | --- | -- | - | - | --- |  | ----- | ---- |
| 1993 | 250    | Honda | 5 | 1 | 4 | Rit | Rit | NP | 10 | 4 | 9 | Rit | 10 | 6 | 7 | Rit |  | 100   | 11º  |

| 1994 | Classe | Moto  |   |     |   |   |     |   |   |    |   |   |   |   |    |     |  | Punti | Pos. |
| ---- | ------ | ----- | - | --- | - | - | --- | - | - | -- | - | - | - | - | -- | --- |  | ----- | ---- |
| 1994 | 250    | Honda | 6 | Rit | 8 | 5 | Rit | 4 | 5 | NP | 6 | 8 | 4 | 5 | 21 | Rit |  | 95    | 10º  |

| 1995 | Classe | Moto  |   |   |   |   |   |   |   |     |    |   |   |     |   |  |  | Punti | Pos. |
| ---- | ------ | ----- | - | - | - | - | - | - | - | --- | -- | - | - | --- | - |  |  | ----- | ---- |
| 1995 | 250    | Honda | 5 | 7 | 2 | 8 | 8 | 7 | 7 | Rit | 10 | 9 | 8 | Rit | 6 |  |  | 105   | 6º   |

| 1996 | Classe | Moto  |   |   |   |     |   |   |   |    |   |   |    |     |   |     |   | Punti | Pos. |
| ---- | ------ | ----- | - | - | - | --- | - | - | - | -- | - | - | -- | --- | - | --- | - | ----- | ---- |
| 1996 | 250    | Honda | 6 | 5 | 6 | Rit | 8 | 5 | 7 | 11 | 8 | 6 | 11 | Rit | 7 | Rit | 7 | 105   | 7º   |

| Legenda | 1º posto        | 2º posto            | 3º posto            | A punti      | Senza punti        | Grassetto – Pole position Corsivo – Giro più veloce |
| Legenda | Gara non valida | Non qual./Non part. | Ritirato/Non class. | Squalificato | '-' Dato non disp. | Grassetto – Pole position Corsivo – Giro più veloce |

### Classe 500
| 1997 | Classe | Moto  |   |   |   |   |   |     |   |   |   |   |   |   |   |   |     |  | Punti | Pos. |
| ---- | ------ | ----- | - | - | - | - | - | --- | - | - | - | - | - | - | - | - | --- |  | ----- | ---- |
| 1997 | 500    | Honda | 3 | 5 | 5 | 3 | 4 | Rit | 4 | 2 | 4 | 4 | 4 | 3 | 5 | 4 | Rit |  | 179   | 3º   |

| 1998 | Classe | Moto   |   |     |   |   |   |   |   |   |    |    |   |    |   |    |  |  | Punti | Pos. |
| ---- | ------ | ------ | - | --- | - | - | - | - | - | - | -- | -- | - | -- | - | -- |  |  | ----- | ---- |
| 1998 | 500    | Suzuki | 6 | Rit | 8 | 8 | 8 | 4 | 7 | 7 | 10 | 12 | 9 | 11 | 6 | 12 |  |  | 101   | 9º   |

| 1999 | Classe | Moto   |   |    |     |  |  |    |   |     |     |   |   |    |   |   |   |     | Punti | Pos. |
| ---- | ------ | ------ | - | -- | --- |  |  | -- | - | --- | --- | - | - | -- | - | - | - | --- | ----- | ---- |
| 1999 | 500    | Suzuki | 9 | 10 | Rit |  |  | 11 | 4 | Rit | Rit | 6 | 7 | 12 | 8 | 7 | 9 | Rit | 78    | 13º  |

| 2000 | Classe | Moto   |   |   |   |   |    |   |   |    |    |    |   |     |   |    |   |    | Punti | Pos. |
| ---- | ------ | ------ | - | - | - | - | -- | - | - | -- | -- | -- | - | --- | - | -- | - | -- | ----- | ---- |
| 2000 | 500    | Suzuki | 8 | 5 | 4 | 7 | 11 | 4 | 4 | 13 | 16 | 13 | 8 | Rit | 4 | 12 | 9 | 10 | 116   | 10º  |

| Legenda | 1º posto        | 2º posto            | 3º posto            | A punti      | Senza punti        | Grassetto – Pole position Corsivo – Giro più veloce |
| Legenda | Gara non valida | Non qual./Non part. | Ritirato/Non class. | Squalificato | '-' Dato non disp. | Grassetto – Pole position Corsivo – Giro più veloce |

### MotoGP
| 2002 | Classe | Moto      |   |     |   |   |     |     |     |   |   |     |     |    |   |     |   |     |  |  | Punti | Pos. |
| ---- | ------ | --------- | - | --- | - | - | --- | --- | --- | - | - | --- | --- | -- | - | --- | - | --- |  |  | ----- | ---- |
| 2002 | MotoGP | Proton KR | 7 | Rit | 7 | 6 | Rit | Rit | Rit | 9 | 8 | Rit | Rit | 12 | 9 | Rit | 7 | Rit |  |  | 63    | 12º  |

| 2003 | Classe | Moto      |     |    |   |     |     |    |     |    |    |     |    |     |    |    |    |    |  |  | Punti | Pos. |
| ---- | ------ | --------- | --- | -- | - | --- | --- | -- | --- | -- | -- | --- | -- | --- | -- | -- | -- | -- |  |  | ----- | ---- |
| 2003 | MotoGP | Proton KR | Rit | 12 | 9 | Rit | Rit | 16 | Rit | 15 | 11 | Rit | 20 | Rit | 14 | 18 | 18 | 17 |  |  | 19    | 21º  |

| 2004 | Classe | Moto      |    |    |    |    |    |     |    |     |    |    |    |    |     |    |    |    |  |  | Punti | Pos. |
| ---- | ------ | --------- | -- | -- | -- | -- | -- | --- | -- | --- | -- | -- | -- | -- | --- | -- | -- | -- |  |  | ----- | ---- |
| 2004 | MotoGP | Proton KR | 17 | 14 | 17 | 13 | 15 | Rit | 18 | Rit | 18 | 15 | 15 | 14 | Rit | 17 | 19 | 18 |  |  | 10    | 21º  |

| 2005 | Classe | Moto   |  |  |  |  |  |  |  |  |  |  |    |  |  |  |  |  |     |  | Punti | Pos. |
| ---- | ------ | ------ |  |  |  |  |  |  |  |  |  |  | -- |  |  |  |  |  | --- |  | ----- | ---- |
| 2005 | MotoGP | Suzuki |  |  |  |  |  |  |  |  |  |  | 16 |  |  |  |  |  | Rit |  | 0     |      |

| 2007 | Classe | Moto   |  |  |  |  |  |  |  |  |  |  |  |  |  |  |  |  |    |  | Punti | Pos. |
| ---- | ------ | ------ |  |  |  |  |  |  |  |  |  |  |  |  |  |  |  |  | -- |  | ----- | ---- |
| 2007 | MotoGP | Suzuki |  |  |  |  |  |  |  |  |  |  |  |  |  |  |  |  | 13 |  | 3     | 25º  |

| 2008 | Classe | Moto   |  |  |  |  |  |  |  |  |  |  |  |  |  |  |  |  |    |  | Punti | Pos. |
| ---- | ------ | ------ |  |  |  |  |  |  |  |  |  |  |  |  |  |  |  |  | -- |  | ----- | ---- |
| 2008 | MotoGP | Suzuki |  |  |  |  |  |  |  |  |  |  |  |  |  |  |  |  | 17 |  | 0     |      |

| Legenda | 1º posto        | 2º posto            | 3º posto            | A punti      | Senza punti        | Grassetto – Pole position Corsivo – Giro più veloce |
| Legenda | Gara non valida | Non qual./Non part. | Ritirato/Non class. | Squalificato | '-' Dato non disp. | Grassetto – Pole position Corsivo – Giro più veloce |